# Shadow Works
Shadow Works é o segundo álbum de estúdio da cantora estoniana Kerli. Foi lançado em 22 de fevereiro de 2019 pela gravadora Seeking Blue. Foi precedido pelo lançamento de três singles: "Savages", "Better", e "Legends". O álbum alcançou a posição 24 na parada de álbuns Heatseekers da Billboard nos Estados Unidos.

## Antecedentes
Após o cancelamento do lançamento de Utopia (2013) como seu segundo álbum de estúdio em vez de um EP, Kerli deixou a Island Records e se juntou à Ultra Music, onde lançou algumas músicas como artista de destaque. Kerli finalmente deixou a Ultra e decidiu se tornar uma artista independente. Durante esse tempo ela lançou seu terceiro EP, Deepest Roots (2016). Este EP foi lançado apenas como CDs autografados de forma limitada, pois ela queria agradar os fãs que se comprometeram com o projeto após o atraso. Deepest Roots incluia todos os singles lançados em 2016 ("Feral Hearts", "Blossom" e "Diamond Hard"), bem como remixes, comentários de áudio e a faixa instrumental Journey Through the Elven Kingdom. A versão original do álbum deveria ser lançada por volta de 2016-2017, mas esta versão acabou sendo descartada.
Após a mini-era, Kerli decidiu tirar um hiato de todas as mídias sociais (embora ainda postando no Instagram, às vezes), a fim de "construir uma nova [ela]". Ela queria priorizar a si mesma e seus cuidados novamente, fazendo melhorias passo a passo. Shadow Works é o resultado deste processo de transformação, é a mais alta expressão da externalização dos sentimentos e realizações de Kerli que ocorreram ao longo dos anos.
Em 2018, ela ingressou na gravadora canadense Seeking Blue, que acabou publicando o álbum. Kerli disse que "deu a eles um disco e um visual, as pessoas acreditaram nela e [ela] teve total liberdade criativa". Kerli considera Shadow Works como seu terceiro álbum de estúdio, assim como ainda considera Utopia como o segundo.

## Composição
Shadow Works é um retorno relativo ao primeiro álbum de Kerli, Love Is Dead (2008), e seu EP Kerli (2007), que tem um som gótico profundamente inspirado no rock, no entanto, a produção do álbum apresenta sons mais eletrônicos – próprios do mundo EDM, e grande espaço é dado a camadas vocais de todos os tipos, semelhantes as de seu EP Utopia e Deepest Roots. Quanto à comparação entre os dois projetos, Kerli disse:
| “ | Eu queria manter aquele clima gótico de Love Is Dead, eu sabia que queria fazer um álbum sombrio, mas também algo que fosse legal de ouvir e que tivesse uma pegada gótica new age. Traços de guitarra e vibrações de metal ásperas não ressoam mais comigo. Eu estava pensando em criar uma atmosfera gótica para crianças new age que não conhecem Evanescence – estou muito satisfeita com o resultado. | ” |
|   | — Kerli, ERR. |   |

Kerli descreveu o álbum como “uma exploração de (sua) própria sombra, é uma coleção de músicas projetadas para conectar o ouvinte às suas próprias partes rejeitadas e honrar seu eu oculto. Eu exploro os sentimentos de vitimização, codependência, luxúria, culpa e derrota. Há também frequências que simbolizam o eventual triunfo sobre a escuridão. As paisagens vocais que começam, separam e terminam a coleção são projetadas para levar o ouvinte a um estado meditativo para que o Shadow Work possa ser executado.”

## Título
Na psicologia junguiana, a "sombra" é um aspecto inconsciente da personalidade que o ego consciente não identifica em si mesmo. É o lar de tudo o que alguém não quer ver em si mesmo. Como alguém tende a rejeitar ou permanecer ignorante dos aspectos menos desejáveis da personalidade, a sombra é amplamente negativa. Existem, no entanto, aspectos positivos que também podem permanecer ocultos na sombra. Como a "sombra" é parte da mente inconsciente, ela começa a se projetar na realidade sem a consciência. Portanto, a "sombra" causa uma perda de distorções na experiência da realidade, resultando em uma perda de clareza e sabedoria sobre a situação em que o indivíduo se encontra. No entanto, com processos como "trabalho de sombra", pode-se começar a reintegrar aqueles aspectos rejeitados e reprimidos de si mesmo para recuperar a consciência.

## Capa
Kerli revelou a arte oficial do álbum Shadow Works de 27 de novembro de 2018 à 4 de dezembro, por meio das suas mídias sociais. A obra foi tirada pelo fotógrafo estoniano Jörgen Paabu. A capa mostra Kerli em pé, em um vestido preto, em frente a um fundo totalmente preto. Ela está segurando dois Ankhs, um antigo símbolo hieroglífico egípcio que era mais comumente usado para representar a palavra "vida" e, por extensão, como um símbolo da própria vida. A lua crescente no topo da cabeça de Kerli simboliza um novo começo, um momento em que as pessoas podem enviar seus desejos para o mundo, uma mensagem positiva de esperança. Para o logotipo, algumas letras gregas estão sendo usadas: "Ξ" em vez de de "E" e "Δ" em vez de "A". Além disso, símbolo para clique bilabial "ʘ" substitui a letra "O".
Por meio de uma postagem em sua conta no Instagram, Kerli revelou que levou cerca de 6 meses para conceituar, esboçar e fazer à mão tudo o que aparece nas artes da capa. Todos os diferentes materiais, uma vez coletados dos EUA, Estônia e Ásia, foram todos transportados para o Templo da Lua de Kerli, que serviu como uma "sede" para os visuais de Shadow Works. Kerli começou o processo de criação e fabricação de coisas, desde vestidos feitos de rolo de espuma até "botas super altas com tecidos de seda aleatórios amarrados ao redor delas".

## Lançamento e promoção
Shadow Works foi lançado em 22 de fevereiro de 2019 pela gravadora Seeking Blue. Um dia antes de seu lançamento oficial, o álbum estreou via transmissão ao vivo no canal do MrSuicideSheep no YouTube. Em relação à data de lançamento específica, Kerli disse que estava "muito feliz por ter uma data de lançamento" porque "22 é um número mestre em numerologia" e que "foi completamente aleatório, mas uma surpresa legal do universo". O álbum traz 12 faixas totalizando mais de 42 minutos de duração.
A edição física do álbum estava disponível para qualquer um que pré-encomendou o álbum no PledgeMusic. Além disso, como havia outras 500 cópias restantes, o selo Seeking Blue abriu uma loja no Bandcamp, e os pedidos começaram a ser enviados em 15 de março. Os formatos digitais do álbum, como download digital e streaming online, coincidiram com o lançamento dos formatos físicos. O lançamento do álbum em vinil foi anunciado em 30 de junho de 2021 pela Diggers Factory.

### Singles
O primeiro single "Savages" foi lançado em 30 de novembro de 2018 junto com o anúncio e a capa do álbum. Alcançou a quarta posição como uma das canções de maior sucesso de 2018 de artistas estonianos na Raadio 2. O videoclipe da música foi lançado no canal de Kerli no YouTube em 21 de março de 2019. Neste mesmo dia, Kerli iniciou um livro de histórias digital em sua conta do Instagram para divulgar a música e expandir o universo criado no vídeo.
"Better" foi lançado como segundo single do álbum em 18 de janeiro de 2019. O anúncio e confirmação foi feito por meio de uma transmissão ao vivo em sua conta no Instagram em 5 de janeiro de 2019.
"Legends" foi lançado como terceiro single do álbum em 8 de fevereiro de 2019. O anúncio foi feito a partir de postagens de teasers de imagens em suas mídias sociais em 5 de fevereiro de 2019.

### Singles promocionais
"One" foi lançado em 25 de fevereiro de 2019. "Mimicry" foi lançado em 6 de março de 2019.

### Shadow Works Ceremony
Kerli apresentou, pela primeira vez, algumas das músicas do Shadow Works em um show privado em Hong Kong em 3 de março de 2019. Em 6 de maio, Kerli começou a trabalhar na Shadow Works Tour (mais tarde renomeada oficialmente para Shadow Works Ceremony), fazendo imagens conceituais para os visuais, editando sons e "batidas" e começando a conversar com diretores e especialistas para fazer tudo o que ela imaginou se tornar realidade. Mais tarde, em junho, ao tentar inventar um nome para o show, ela pediu a seus fãs (conhecidos como Moonchildren) no Instagram algumas sugestões: em 25 de junho, ela anunciou, com uma história no Instagram, que o show se chamaria Shadow Works Ceremony. Ela apresentou a Shadow Works Ceremony pela primeira vez em 3 de agosto de 2019 no Intsikurmu, um festival anual realizado na Estônia que celebra todas as formas de arte.

### Repertório
1. "The Opening of the Way (Intro)"
2. "Mimicry"
3. "Everybody Bleeds the Same"
4. "Savages
5. "Purification (Interlude)"
6. "One"
7. "Giving Up the Ghost"
8. "Purification (Interlude)"
9. "Better"
10. "Legends"
11. "Where the Dark Things Are"
12. "Tuleloits"
13. "Shadow Works (Outro)"

### Concertos
| Data                   | Cidade    | País    | Local                 | Festival                | Ref.   |
| ---------------------- | --------- | ------- | --------------------- | ----------------------- | ------ |
| 3 de agosto de 2019    | Põlva     | Estónia | —                     | Intsikurmu Festival     | [ 27 ] |
| 26 de setembro de 2020 | Pärnu     | Estónia | Pärnu Old Town School | ÖÖvalgel Light Festival | [ 28 ] |
| 12 de dezembro de 2021 | São Paulo | Brasil  | Audio                 | Power of Pride Festival | [ 29 ] |

## Alinhamento de faixas
A lista de faixas foi revelada dia 30 de novembro, mesma data de pré-venda do álbum no iTunes Store, juntamente com o lançamento do single de avanço, "Savages". Todas as músicas escritas por Kerli Kõiv, ao lado dos co-compositores listados.
| Shadow Works – Edição padrão |                                  |                                                                                           |                |         |  |
| N.º                          | Título                           | Compositor(es)                                                                            | Produtor(es)   | Duração |  |
| 1.                           | "The Opening of the Way" (Intro) | Kõiv                                                                                      | Kerli          | 1:51    |  |
| 2.                           | "Mimicry"                        | Kõiv Even Sarucco                                                                         | EvenS          | 4:34    |  |
| 3.                           | "Everybody Bleeds the Same"      | Kõiv Andrew Richard Burns                                                                 | Crash Cove     | 4:02    |  |
| 4.                           | "Savages"                        | Kõiv David Dahlquist Sarucco                                                              | Kill Dave      | 3:09    |  |
| 5.                           | "One"                            | Kõiv Ago Teppand Afshin Salmani                                                           | Jéja AFSHeeN   | 3:20    |  |
| 6.                           | "Purification" (Interlude)       | Kõiv                                                                                      | Kerli          | 1:04    |  |
| 7.                           | "Legends"                        | Kõiv Christian Buettner Josh Cumbee Gennessee Lewis Caitlin Morris Marcello Pagin Salmani | AFSHeeN        | 2:58    |  |
| 8.                           | "Where the Dark Things Are"      | Kõiv Nicolas Karl Pittsinger                                                              | AFSHeeN Varien | 3:40    |  |
| 9.                           | "Better"                         | Kõiv Burns                                                                                | Cove           | 3:44    |  |
| 10.                          | "Giving Up the Ghost"            | Kõiv                                                                                      | Said the Sky   | 4:12    |  |
| 11.                          | "Tuleloits"                      | Kõiv                                                                                      | Kerli          | 6:08    |  |
| 12.                          | "Shadow Works" (Outro)           | Kõiv                                                                                      | Kerli          | 3:43    |  |
| Duração total:               | Duração total:                   | Duração total:                                                                            | Duração total: | 42:32   |  |

## Equipe e colaboradores
| Músicos e produtores - Kerli Kõiv — composição (todas as faixas), vocais e plano de fundo (todas as faixas), produção vocal, piano, guitarra, programação (faixa 4) - Ago Teppand — compositor (faixa 5) - Andrew Richard "Crash Cove" Burns — compositor, produtor (faixas 3, 9) - Afshin "AFSHeeN" Salmani — compositor (faixas 5, 7); produtor (faixas 5, 7, 8) - Brian Malouf — programação, mixagem (faixa 4) - Caitlin Morris — compositor (faixa 7) | - Christian Buettner — compositor (faixa 7) - Cyrus Saidi — produção executiva (faixa 4) - David Dahlquist — compositor, piano, guitarra, programação (faixa 4) - Even Sarucco — compositor (faixas 2, 4) - Gennesse Lewis — compositor (faixa 7) - Josh Cumbee — compositor, produtor (faixa 7) - Kill Dave — produção (faixa 4) - Marcello Pagin — compositor (faixa 7) - Nicolas Karl "Varien" Pittsinger — produção (faixa 8) |

| Visuais e design - Gerda Miller — maquiagem - Jörgen Paabu — fotografia, designer - Kaja Seppel (Ilusalong Intersalon) — cabeleireiro - Kerli Kõiv — direção criativa, estilo - Liina Heck (Ilusalong Intersalon) — cabeleireiro - Urmas Lüüs — black iron ankhs | Gerencial - Cyrus Saidi — gerente |

| Etiquetas e editoras - Afshin Salmani (SESAC) (faixas 5, 7) - Atlas Music Publishing (faixa 4) - BMG Platinum Songs (faixas 5, 7) - BMG Rights (faixa 7) - Brill Building (faixa 7) - Copyright Control (ASCAP) (faixas 3, 9, 10) - Cumbee Publishing (ASCAP) (faixa 7) - Fly A Kite Music (faixas 5, 7) - Genstar Music (faixa 7) - Kite Kid (ASCAP) (faixa 7) | - Kobalt (ASCAP) (faixa 7) - Tiny Cute Monster (todas as faixas) - TONO (NCB) (faixa 4) - Seeking Blue (todas as faixas) - Small Victory Music (BMI) (faixa 5) - Soundish (faixas 5, 7) - Warner-Tamerlane Publishing Corp. (BMI) (todas as faixas) - With Guts Publishing Skip To The Hook Music Brill Building Kobalt (ASCAP) (faixa 7) |

## Desempenho nas tabelas musicais
| País — Tabela musical (2019)        | Melhor posição |
| ----------------------------------- | -------------- |
| Estados Unidos (Heatseekers Albums) | 24             |

## Histórico de lançamento
| Região  | Data                    | Formato                    | Versão | Gravadora    | Ref.          |
| ------- | ----------------------- | -------------------------- | ------ | ------------ | ------------- |
| Várias  | 22 de fevereiro de 2019 | Download digital streaming | Padrão | Seeking Blue | [ 11 ] [ 12 ] |
| Várias  | 15 de março de 2019     | CD (edição limitada)       | Padrão | Seeking Blue | [ 10 ]        |
| Estônia | 28 de março de 2019     | CD (edição limitada)       | Padrão | Seeking Blue | [ 31 ]        |
| Estônia | 7 de fevereiro de 2022  | Vinil                      | Padrão | Seeking Blue | [ 13 ]        |